# Bülent Alpkaya

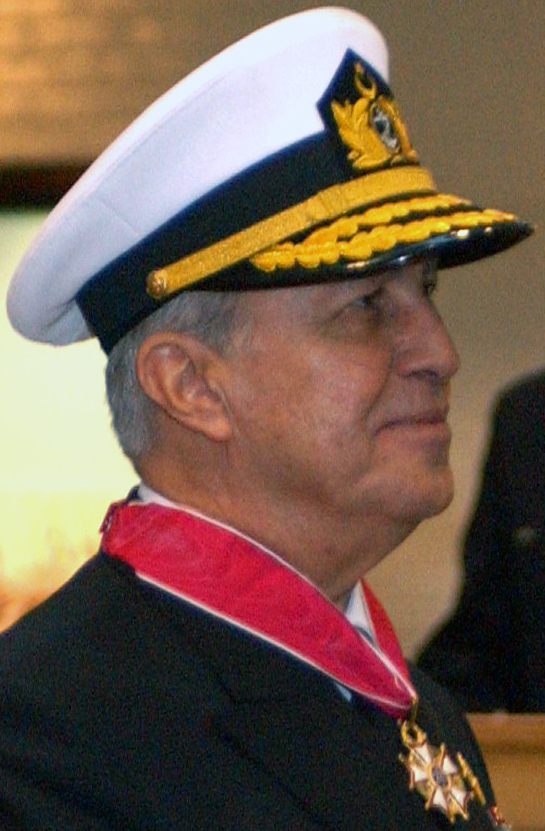
Bülent Alpkaya

H. Bülent Alpkaya (* 1940 in Trabzon) ist ein ehemaliger türkischer Admiral, der zuletzt von 2001 bis 2003 Oberkommandierender der Marine (Türk Deniz Kuvvetleri) war.

## Leben
Nach dem Schulbesuch trat Alpkaya 1955 in die Seekadettenanstalt (Deniz Lisesi) und besuchte anschließend die Marineschule (Deniz Harp Okulu), die er 1962 als Unterleutnant zur See abschloss. Im Anschluss fand er Verwendung als Offizier in verschiedenen Marineeinheiten und auf Kriegsschiffen der türkischen Marine wie zum Beispiel von 1969 bis 1970 als Kommandant des Sturmbootes TCG AB-27 (P-127).
Nachdem er von 1970 bis 1972 die Marineakademie (Deniz Harp Akademisi) absolviert hatte, war er bis 1974 Operationsoffizier sowie Erster Offizier der Fregatte TCG Gemlik (F-492) und besuchte danach 1975 das Royal Naval Staff College. Nach seiner Rückkehr war er selbst kurzzeitig Dozent an der Marineakademie und danach zwischen 1975 und 1976 Kommandant des Sturmbootes TCG Akhisar (P-114), ehe er nach Großbritannien zurückkehrte, wo er bis 1978 Marineattaché an der Botschaft war.
Danach fungierte Alpkaya von 1978 bis 1979 als Kommandant des Kriegsschiffes TCG Istanbul sowie bis 1980 als Chef des Stabes der Kriegsschiffverbände. Nach seiner Beförderung zum Kapitän zur See am 30. August 1980 wurde er Leiter der Operationsabteilung im Flottenkommando und danach 1981 Ausbildungsleiter der Marineschule, ehe er von 1982 bis 1983 Leiter der Operationsabteilung des Marinekommandos Süd war. Im Anschluss war er Ausbildungsleiter der Marineakademie und danach von 1984 bis 1986 Kommodore der 2. Zerstörerflottille (Muhrip Filotilla).
Am 30. August 1986 folgte seine Beförderung zum Flottillenadmiral. Als solcher wurde er stellvertretender Leiter der Planungsabteilung im Kommando der Alliierten Seestreitkräfte Südeuropa (NAVSOUTH) der NATO in Nisida und war danach zwischen 1988 und 1989 Leiter der Planungs- und Grundsatzabteilung im Oberkommando der Marine, ehe er zwischen August 1989 und August 1990 Befehlshaber des Regionalkommandos Mittelmeer (Akdeniz Bölge Komutanlığı) in Mersin war.
Nachdem er im August 1990 zum Konteradmiral befördert worden war, wurde er Befehlshaber des Regionalkommandos Bosporus (İstanbul Boğaz Komutanlığı) in Istanbul und war im Anschluss von 1992 bis 1993 Befehlshaber der Minenlegerverbände (Mayın Filosu Komutanlığı). Danach fungierte er zwischen 1993 und 1994 als Befehlshaber des Kriegsschiffverbände (Harp Filosu Komutanlığı).
Nach seiner Beförderung zum Vizeadmiral am 30. August 1994 wurde Alpkaya Befehlshaber des Marineausbildungskommandos (Deniz Eğitim Komutanlığı) und war daraufhin von 1995 bis 1997 Leiter der Abteilung für Kommunikation, Elektronik und Informationssysteme im Generalstab der Türkei, ehe er zwischen August 1997 und August 1999 Oberbefehlshaber des Marinekommandos Süd (Güney Deniz Saha Komutanlığı) in Izmir war, zu dem die Amphibienfahrzeugverbände in Foça, das Wartungs- und Ingenieurkommando Izmir, das Regionalkommando Mittelmeer sowie die Marinestützpunkte İskenderun und Aksaz gehören.
Am 30. August 1999 wurde Alpkaya zum Admiral befördert sowie zum Oberbefehlshaber des Flottenkommandos (Donanma Komutanlığı) im Marinestützpunkt Gölcük ernannt, zu dem unter anderem die Minenleger-, U-Boot-, Sturmboot-, Minenabwehrfahrzeug-, Logistikunterstützungs- und Marinefliegerverbände gehören.
Im Anschluss wurde er am 24. August 2001 Nachfolger von Admiral İlhami Erdil als Oberkommandierender der Marine. Diese Funktion bekleidete er bis zu seinem Eintritt in den Ruhestand am 30. August 2003. Nachfolger wurde daraufhin Admiral Özden Örnek, der bereits zuvor im August 2001 sein Nachfolger als Oberbefehlshaber des Flottenkommandos geworden war.